# Ed O'Neill
Edward „Ed“ O'Neill (* 12. dubna 1946, Youngstown) je americký herec a bývalý učitel. Nejvíce proslul rolí prodavače bot Ala Bundy v sitcomu Ženatý se závazky, za kterou byl dvakrát nominován na Zlatý glóbus. Od roku 2009 hraje v sitcomu Taková moderní rodinka. Častokrát hrál policejní důstojníky v televizních pořadech a filmech (například ve Sběratelích kostí)

## Osobní život
Je ženatý (1986 – současnost) s herečkou Catherine Rusoffovou, která se také objevila ve dvou epizodách seriálu Ženatý se závazky. V roce 1989 se pár nejprve rozešel, avšak v roce 1993 se spolu usmířili. Mají dvě děti.
Trénoval brazilské jiu-jitsu, které ho naučil jeho kamarád – scenárista a režisér John Milius. Bojovému umění se pod vedením Roriona Gracie věnoval 15 let, nyní má černý pásek.

## Filmografie

### Film
| Rok  | Název                               | Role                                 | Poznámky |
| ---- | ----------------------------------- | ------------------------------------ | -------- |
| 1972 | Deliverance                         | náměstek                             |          |
| 1980 | Na lovu                             | Det. Schreiber                       |          |
| 1980 | The Day the Women Got Even          | Ed                                   |          |
| 1981 | Žoldáci                             | Terry                                |          |
| 1982 | Farrellová pro lidi                 | Detektiv Jay Brennan                 |          |
| 1983 | When Your Lover Leaves              | Mack Shore                           |          |
| 1985 | Braker                              | Danny Buckner                        |          |
| 1986 | A Winner Never Quits                | Whitey Wyshner                       |          |
| 1986 | Detektiv Doyle                      | Popeye Doyle                         |          |
| 1988 | Police Story: Gladiator School      | Sgt. Stanley Bivens                  |          |
| 1989 | Špatně zorganizovaná loupež         | George Denver                        |          |
| 1989 | K-9, můj přítel se studeným čumákem | Brannigan                            |          |
| 1990 | A Very Retail Christmas             | Poručík Amos                         |          |
| 1990 | Dobrodružství Forda Fairlanea       |                                      |          |
| 1990 | Zátiší Summit Bluff                 | Kapt. Wilbur Meany                   |          |
| 1990 | Boj o Jenny                         | Jimmy O'Meara                        |          |
| 1992 | Wayneův svět                        | Glen, manažer v Stan Mikita's Donuts |          |
| 1993 | Wayneův svět 2                      | Glen, manažer v Stan Mikita's Donuts |          |
| 1993 | Nick's Game                         | Ron Hawthorne                        |          |
| 1994 | Lanaři                              | Ed                                   |          |
| 1994 | Malí obři                           | Kevin O'Shea                         |          |
| 1997 | Labyrint lží                        | vedoucí FBI týmu                     |          |
| 2000 | Šťastná čísla                       | Dick Simmons                         |          |
| 2001 | Dva muži a batole                   | Norman Pinkney                       |          |
| 2004 | Pravidla boje                       | Burch                                |          |
| 2005 | Steel Valley                        | kongresman Cardone                   |          |
| 2008 | Červený pás                         | hollywoodský producent               |          |
| 2010 | Lost Masterpieces of Pornography    | Justice Renato Corona                |          |
| 2012 | Raubíř Ralf                         | pan Litwak (hlas)                    |          |
| 2015 | Vincentův svět                      | Sám sebe                             |          |
| 2016 | Hledá se Dory                       | Hank (hlas)                          |          |
| 2017 | Sun Dogs                            | Bob Garrity                          |          |
| 2018 | Raubíř Ralf a internet              | pan Litwak (hlas)                    |          |

### Televize
| Rok       | Název                            | Role                        | Poznámky                                |
| --------- | -------------------------------- | --------------------------- | --------------------------------------- |
| 1984      | Miami Vice                       | Arthur Lawson/Artie Rollins | díl: „Heart of Darkness“                |
| 1985      | Hunter                           | Dan Colson                  | díl: „The Garbage Man“                  |
| 1985      | The Equalizer                    | doktor                      | díl: „The Children's Song“              |
| 1986      | Spenser: For Hire                | 'Buddy Almeida              | díl: „Widow's Walk“                     |
| 1987–1997 | Ženatý se závazky                | Al Bunda                    | hlavní role, 260 dílů                   |
| 1988      | Půlnoční linka                   | Hank                        | díl: „Twelve Gauge“                     |
| 1991      | Top of the Heap                  | Al Bunda                    | díl: „Top of the Heap“                  |
| 2000      | Desáté království                | král Trollů Relish          | 9 dílů                                  |
| 2001      | Big Apple                        | Det. Michael Mooney         | 8 dílů                                  |
| 2003      | Dragnet                          | Det. Joe Friday             | všechny epizody                         |
| 2005      | 8 Simple Rules                   | Matt Walsh                  | díl: „Old Flame“                        |
| 2005      | Západní křídlo                   | politik Eric Baker D-PA     | 4 díly                                  |
| 2006      | Twenty Good Years                | Brock Manley                | díl: „Between a Brock and a Hard Place“ |
| 2007      | John ze Cincinnati               | Bill Jacks                  | 10 dílů                                 |
| 2009–2020 | Taková moderní rodinka           | Jay Pritchett               | hlavní role                             |
| 2010      | Kick Buttowski: Hrdina předměstí | Dědeček                     | díl: „Truth or Daredevil“               |
| 2011      | Handy Manny                      | starosta Thompson (hlas)    | díl: „The Great Garage Rescue“          |
| 2012      | Tučňáci z Madagaskaru            | tuleň Orson                 | díl: „Tulení s tuleni“                  |
| 2013      | Real Husbands of Hollywood       | Sám sebe                    | díl: „Thicke and Tired“                 |
| 2015      | Griffinovi                       | Bud Swanson (hlas)          | díl: „Papa Has a Rollin' Son“           |
| 2019      | Weird City                       | Burt Maxsome                | díl: „The One“                          |